# Lola Flores
Lola Flores, właśc. María Dolores Flores Ruiz (ur. 21 stycznia 1923 w Jerez de la Frontera, zm. 16 maja 1995 w Alcobendas) – hiszpańska tancerka i śpiewaczka flamenco oraz aktorka, popularna w Hiszpanii i Ameryce Łacińskiej.

## Życiorys

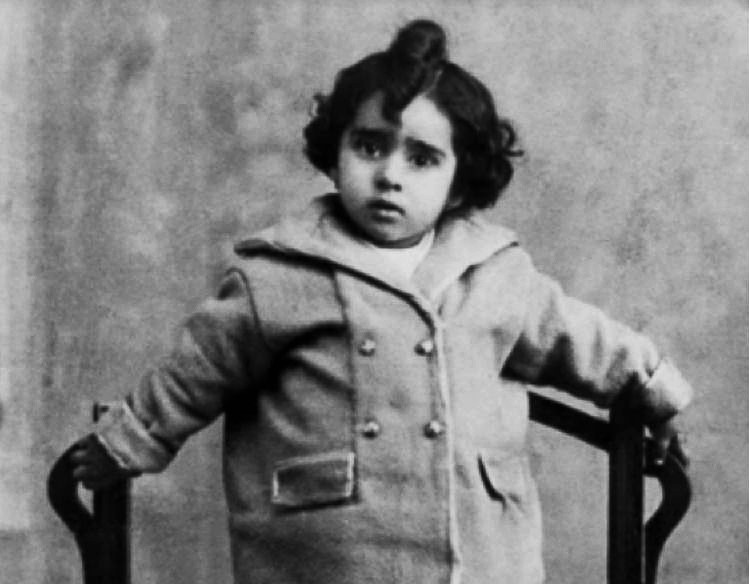
Lola Flores w wieku trzech lat (1925)

Urodziła się jako María Dolores Flores Ruiz 21 stycznia 1923 w Jerez de la Frontera, w prowincji Kadyks, w Andaluzji. Była najstarszym dzieckiem właściciela tawerny, Pedro Floresa Pinto (1897–1973) i szwaczki, Rosario Ruiz Rodríguez (1901–1989). Jej młodsza siostra, Carmen, również została piosenkarką. Ojciec ich matki, Manuel, był Romem. Już jako dziecko występowała w barze swojego ojca, a w wieku piętnastu lat dołączyła do zespołu flamenco. W 1940 wraz z rodziną opuściła Andaluzję i przeprowadziła się do stolicy. W Madrycie, mając za partnera znanego tancerza Manolo Caracola (1909–1973), zrobiła karierę jako artystka flamenco. W latach 1944–1951 występowali razem w całej Hiszpanii z musicalem Zambra. W 1952 odbyła pierwsze udane tournée po Ameryce Łacińskiej. Swój status prawdziwej gwiazdy utrwaliła występami w filmach – m.in. w Estrella de la Sierra Morena (1952) i El balcón de la luna (1964).

Wystąpiła także w takich filmach, jak Martingala (1940), Morena Clara (1954), Lola Torbellino (1956), La faraona (1956) Venta de Vargas (1959), Kuma Ching (1969) czy Truhanes (1983). W komedii Juana la loca... de vez en cuando z 1983 wystąpiła w roli Izabeli Kastylijskiej, pod koniec życia wystąpiła w kilku odcinkach seriali Juncal oraz Ferajna z baru „Oficina”.

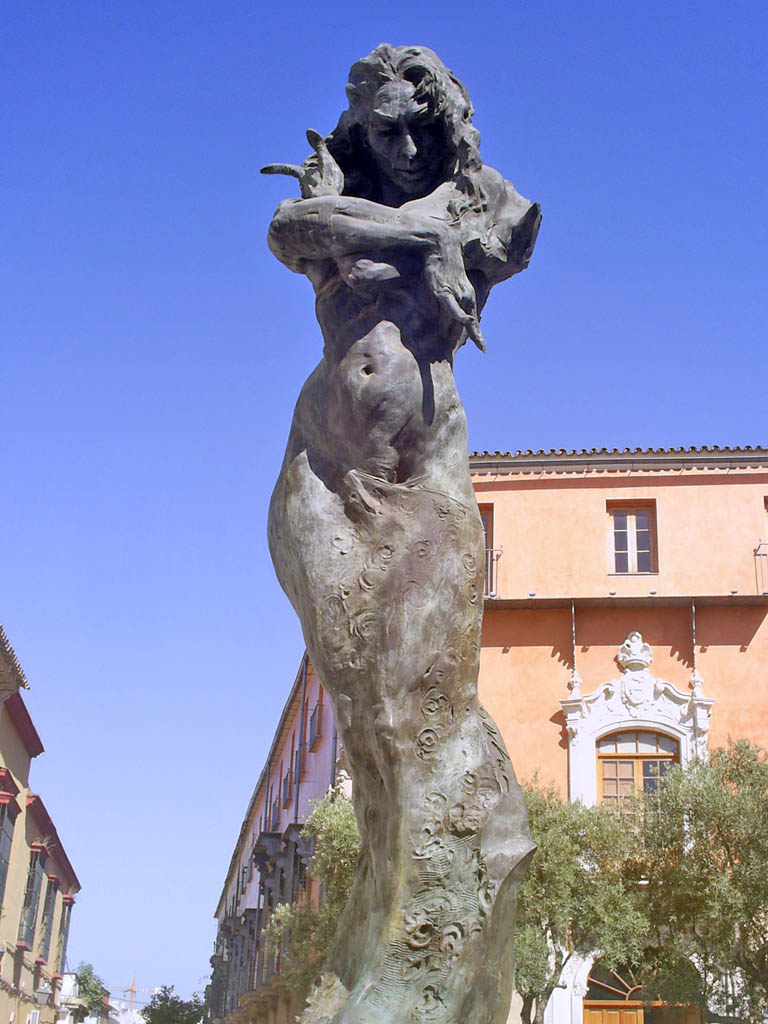
Pomnik Loli Flores w Jerez de la Frontera

Spopularyzowała flamenco i sztukę ludową andaluzyjskich Romów wśród milionów Hiszpanów i mieszkańców Ameryki Łacińskiej. W 1990 hiszpański dziennikarz Tico Medina opublikował jej pamiętniki zatytułowane A Carne Viva. W 1994 uhonorowana została przez hiszpański rząd złotym medalem za dokonania życia. Zmarła na raka 16 maja 1995 w Madrycie.

## Życie prywatne
Miała wielu kochanków. Od 1958 była żoną gitarzysty flamenco El Pescaílli (właśc. Antonio González Batista, 1926–1999). Mieli troje dzieci – syna Antonio, który zmarł niedługo po śmierci matki w wyniku problemów z narkotykami, oraz dwie córki Rosario i Lolitę; wszyscy byli artystami flamenco. Jej wnuczki Alba Flores i Elena Furiase są aktorkami, a siostrzeniec, Quique Sánchez Flores, piłkarzem.
Występowała pod różnymi pseudonimami, m.in.: Lola de España oraz La Faraona.